# Kardinál-protojáhen

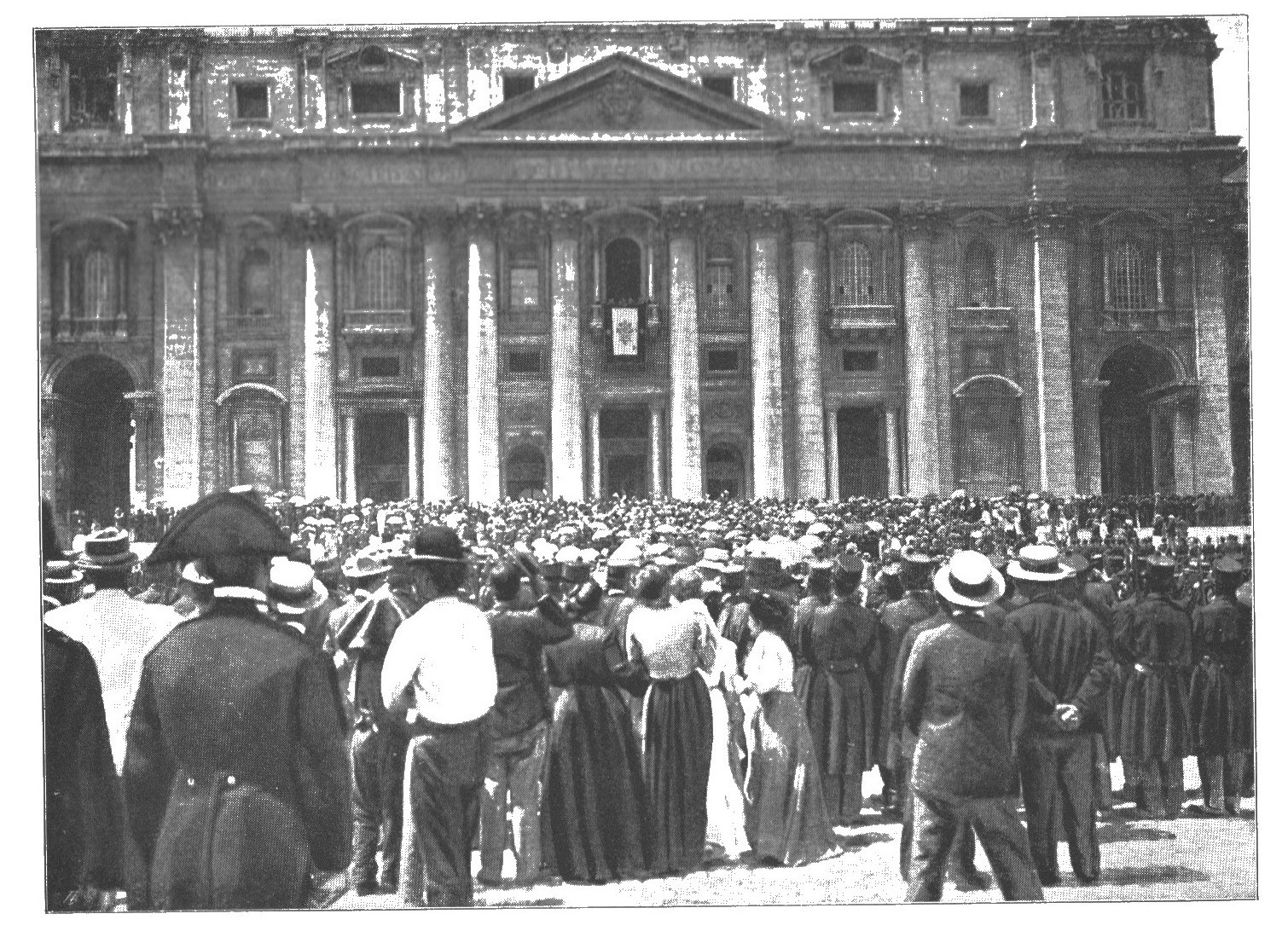
Habemus papam 4. srpna 1903, kardinál-protojáhen Luigi Macchi vyhlašuje volbu papeže Pia X.

Kardinál-protojáhen je služebně nejstarší z kardinálů-jáhnů, v tomto kardinálském řádu je primus inter pares.

## Úkoly kardinála-protojáhna
- Oznámení volby nového papeže. Pokud má kanonický věk a účastní se konkláve, po jeho zakončení oznamuje (obvykle z lodžie požehnání vatikánské baziliky) shromážděnému lidu volbu nového papeže a jeho jméno latinskou větou začínající slovy Habemus Papam.
- Předávání palií metropolitům. O svátku sv. Petra a Pavla (29. června) v zastoupení papeže předává protojáhen palia novým metropolitům nebo jejich prokurátorům. Palium předává při papežské inauguraci také novému papeži.

## Současný kardinál-protojáhen
Současným kardinálem-protojáhnem je od roku 2024 Dominique Mamberti, který v roce 2025 oznamoval výsledky volby papeže Lva XIV. Jeho předchůdcem byl v letech 2014–2024 Renato Raffaele Martino, před ním pak tuto funkci v letech 2011–2014 zastával kardinál Jean-Louis Tauran, který také v roce 2013 oznamoval zvolení papeže Františka.